# Северный полюс-22

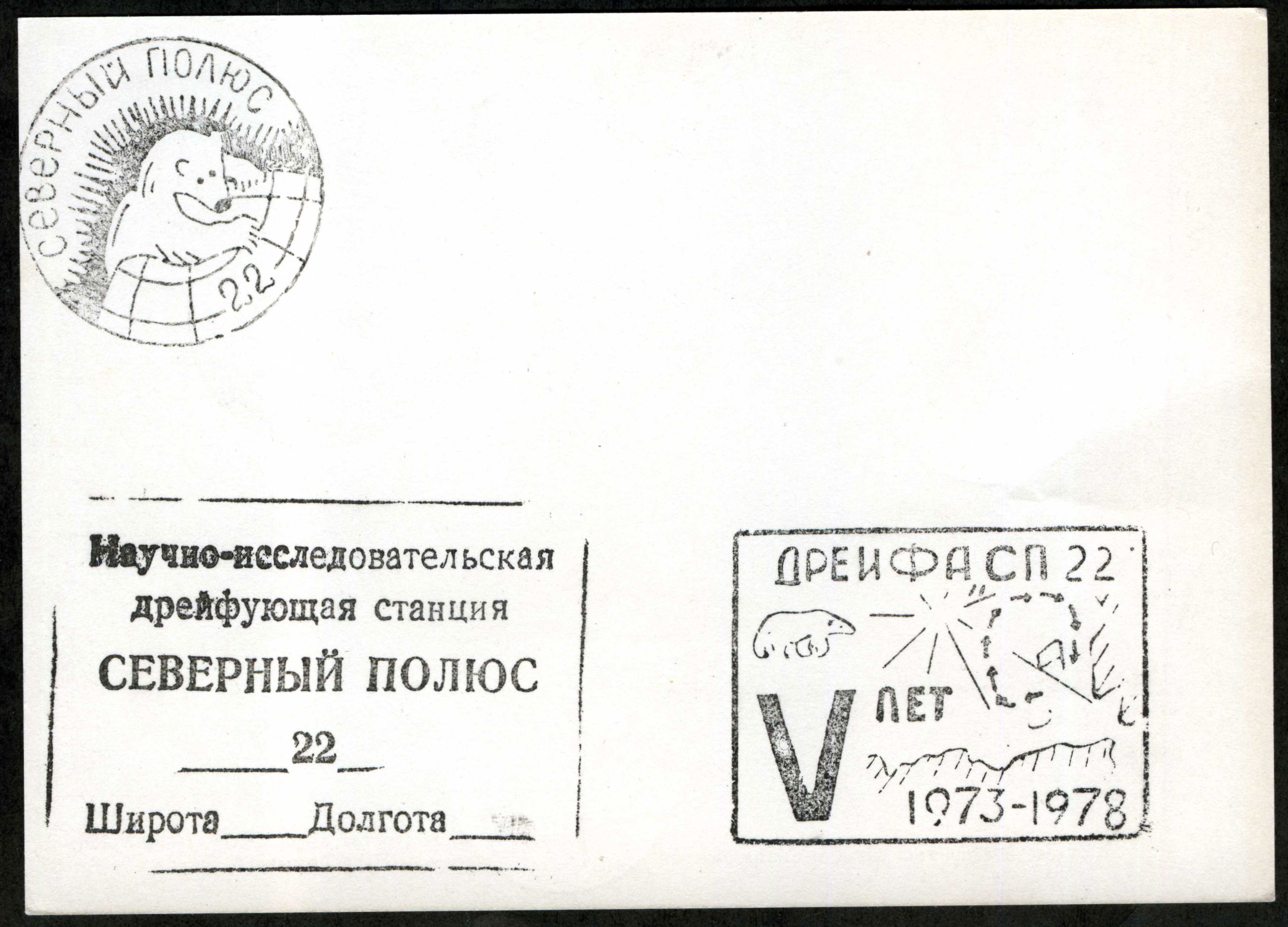

Северный полюс-22 (СП-22) — советская научно-исследовательская дрейфующая станция. Открыта 13 сентября 1973 года.
Высадка была произведена с ледокола «Иван Кондратьев», таким образом станция СП-22 стала третьей по счёту экспедицией, которая была высажена с судов. Начальником первой смены был Владимир Мороз, а начальником второй (смена начала работу 10 октября 1974 года) — Павел Тимофеевич Морозов. Всего на станции побывало девять смен с момента открытия станции до 8 апреля 1982 года. Станция проработала в общей сложности 3131 суток и продрейфовав 17 069 км.
Льдина, на которой располагалась станция, была открыта в ходе океанографической съёмки экспедиции «Север-25» в море Бофорта (координаты 74°20′ с.ш., 164°10′ з.д.) 6 апреля 1973 года экипажем, в который входили полярный лётчик Л. А. Вепрев, гидрологи — ледовые разведчики В. В. Лукин и И. П. Романов. На этой станции базировалась воздушная высокоширотная экспедиция «Север-27». 
30 июня 1973 года учёный совет ААНИИ, рассмотрев результаты экспедиции, инициировал создание дрейфующей станции «СП-22» на данном образовании. Для организации станции при поддержке Главного управления Гидрометеослужбы СССР заключили договор с Дальневосточным морским пароходством о задействовании ледокола «Владивосток» и дизель-электрохода «Капитан Кондратьев», что ознаменовало начало подготовки к высадке. 

В августе 1973 года ледяной остров был обнаружен специалистом ААНИИ В. И. Шильниковым в ходе ледовой разведки. К этому времени подготовка станции завершилась: разработаны научные программы, сформирован личный состав, доставлены материально-технические ресурсы. Снаряжение и персонал транспортировались авиационными спецрейсами из Ленинграда в чукотский посёлок Певек. Начальником СП-22 назначили океанолога Владимира Георгиевича Морозва — кандидата географических наук, участника арктических экспедиций по установке метеостанций. Руководство высадкой возложили на Артур Николаевич Чилингарова, сотрудника ААНИИ, которому позже предстояло сыграть ключевую роль в операции по спасению НЭС «Михаил Сомов» (1985), за что был удостоен звания Героя Советского Союза.

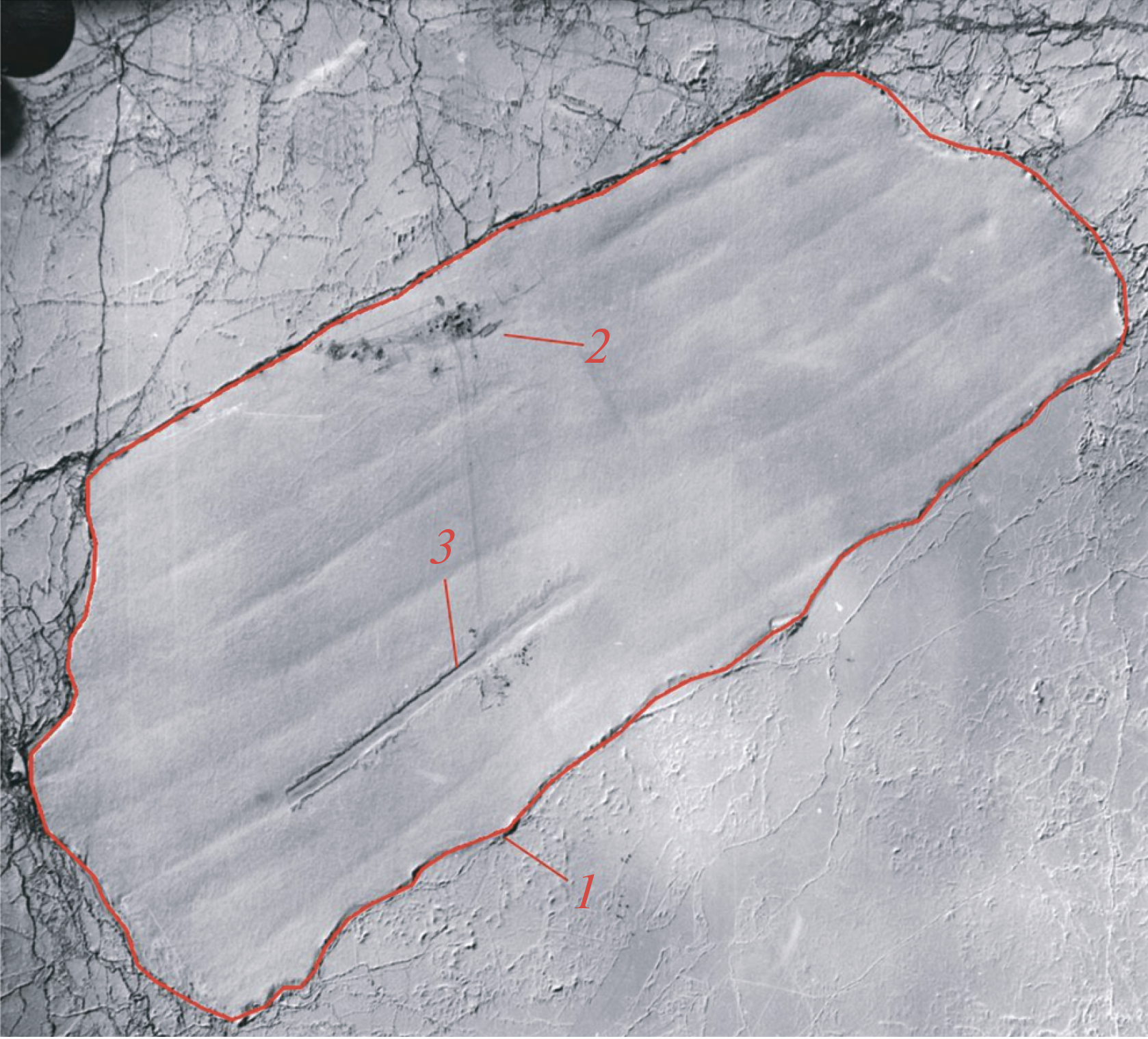
Аэрофотоснимок ледяного острова СП‑22

8 сентября 1973 года дизель-электроход «Капитан Кондратьев» вышел из Певека к острову, координаты которого (76° 16' с.ш., 169° 07' з.д.) Шильников подтвердил с борта самолёта Ил-14. К этому моменту остров продрейфовал 258 км на северо-запад. Судно, присоединившись к ледоколу «Владивосток», достигло цели и пришвартовалось у её северо-западной части. Вертолётная разведка с ледокола выявила размеры острова: 5 × 2.2 км, площадь — 11 км². Последующие исследования аквалангистов ААНИИ установили его параметры: средняя осадка — 24.5 м, толщина льда — 25–35 м, объём — 190 млн м³, высота надводной части — 3–5 м.
После завершения выгрузки оборудования 13 сентября суда «Владивосток» и «Певек» отбыли к месту базирования. Первый коллектив из 9 человек под руководством В. Г. Мороза (с 11 октября) и А. Н. Чилингарова (временно до 11 октября) организовал лагерь, построил взлётно-посадочные полосы и провёл гидрометеорологические исследования. До марта 1974 года полярники подготовили инфраструктуру для расширенного состава станции и сезонных отрядов экспедиции «Север‑26», выполнив все поставленные задачи, включая наблюдения за метеорологией, актинометрией и океанологией.
С марта 1974 года на станцию прибыли 16 новых зимовщиков и сезонные специалисты, расширившие научную программу. В составе групп появились аэрологи, геофизики, гидрохимики и радиофизики, которые начали работы по наклонному зондированию ионосферы — впервые в истории дрейфующих станций. Для этого установили 24-метровую приёмную антенну. Одновременно на противоположной стороне острова развернулся лагерь Гидрографической экспедиции Северного флота (до 300 человек), изучавший рельеф дна Арктики. С марта по май 1974 года самолёты (Ан‑2, Ли‑2, Ил‑14) и вертолёты Ми‑8 выполнили 372 полёта для доставки грузов и поддержки исследований. Первая смена полярников завершила работу в октябре 1974 года, передав обязанности новому коллективу в рамках экспедиции «Север‑26».
Станция Северный полюс-22 имеет наибольшие продолжительность и пройденное расстояние среди всех станций СП.

## Деятельность
На станции были впервые установлены приборы для приёма сигналов с искусственных спутников Земли. Осуществлены исследования по наклонному зондированию ионосферы. Было совершено около тысячи погружений с аквалангом для исследования неровностей подводной поверхности льда и определения скорости стаивания и нарастания льда.
Деятельность станции охватывала комплекс исследований: определение координат дрейфа астрономическими и радионавигационными методами, океанологические замеры глубин, гидрологические станции, CTD-зондирование в деятельном слое океана. Гидрохимические работы включали анализ состава вод, льда, снега, выявление загрязнений углеводородами и тяжёлыми металлами. 
Гляциологические изыскания сосредоточивались на морфологии льдов, процессах таяния и намерзания, физико-механических свойствах ледового покрова. 
Геофизики изучали ионосферу, геомагнитное поле и космическое излучение, метеорологи — приземную атмосферу, озоновый слой, аэрологи — температурно-ветровые параметры. Радиофизические методы применялись для анализа электрических свойств льдов и вод, а медико-биологические программы — для оценки адаптации человека в экстремальных условиях. 
С 1970-х гидробиологические исследования экосистем на границе «лёд-вода» и бентоса выполнялись при участии Института океанологии АН СССР, дополняя базовый комплекс работ ААНИИ.
В период (1973–1982 гг.) осуществлялся комплекс научных исследований, включавший изучение физико-механических свойств морского льда, мониторинг состояния ионосферы, геомагнитные наблюдения и метеорологические измерения. В рамках ледовых исследований (4-я и 8-я смены) анализировались деформации, напряжения в ледяном покрове и его разрушение. С 1980 г. функционировал автономный пункт приёма спутниковых данных о ледовой обстановке, получавший информацию с советских («Метеор») и американских (НОАА) аппаратов до закрытия станции в 1982 г.

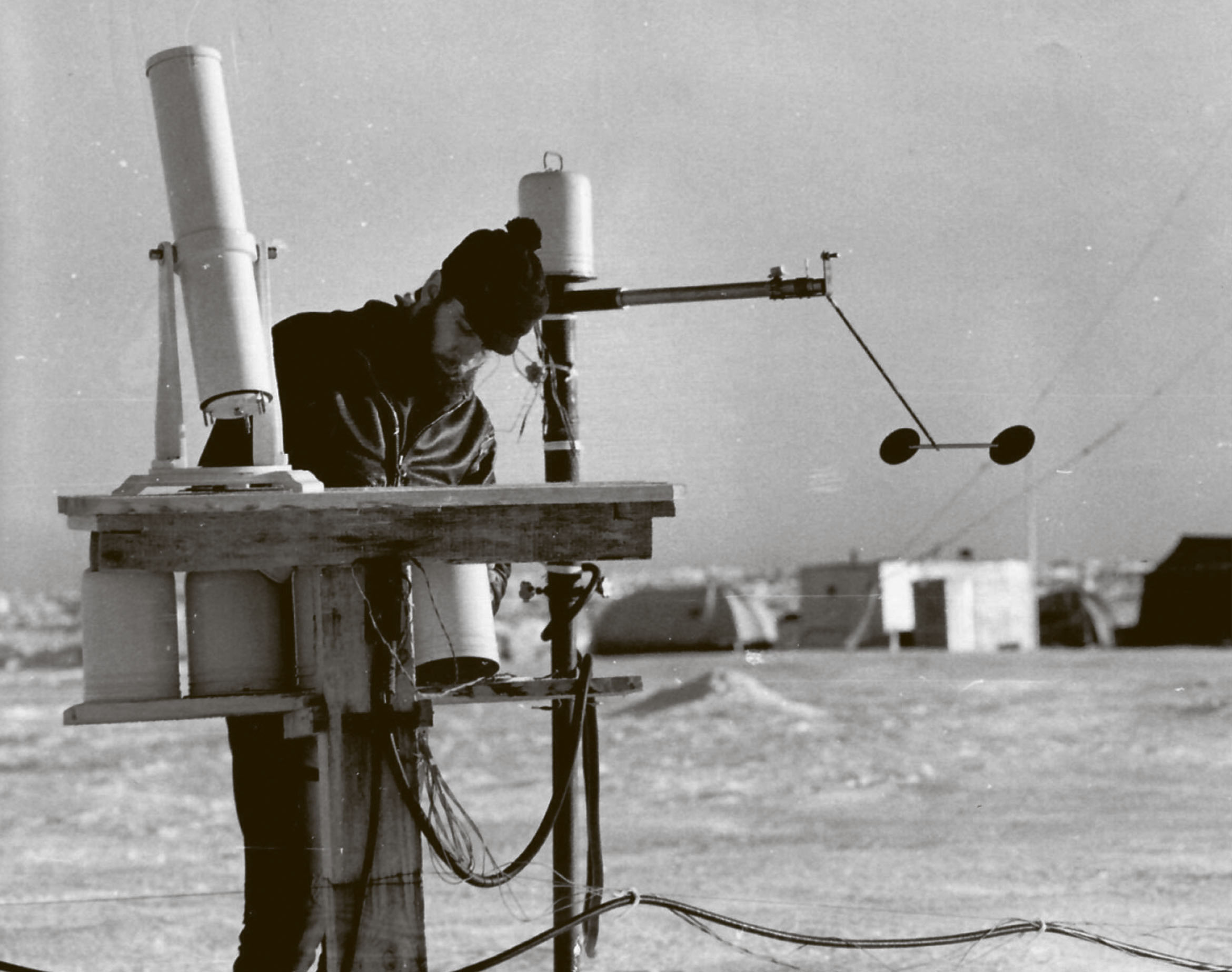
Измерения спектральной плотности атмосферы на СП‑22. Апрель 1974 г

Геофизические работы охватывали вертикальное и наклонное зондирование ионосферы, риометрию, а также непрерывные геомагнитные измерения (1974–1982 гг.), фиксировавшие компоненты магнитного поля Земли. Метеорологические наблюдения включали двухразовое зондирование атмосферы радиозондами А-22, восьмикратный сбор данных о давлении, температуре, ветре и облачности, а также градиентные измерения тепловых потоков (2-я и 9-я смены). Дополнительно проводились измерения озонового слоя (4-я, 7-я смены) и спектральной прозрачности атмосферы для анализа аэрозолей (проводились также во 2-ю смену). Все полученные данные оперативно передавались в научные центры (ААНИИ, Гидрометеоцентр) и арктические метеобюро.
Радиофизические исследования в Арктике, традиционно фокусировавшиеся на гидроакустике, получили новое направление с началом эксплуатации ледовой станции СП-22. Ледяной остров, обладавший значительной осадкой, представлял естественное препятствие для распространения подводных акустических волн, что обусловило переориентацию работ на изучение электромагнитных характеристик морской среды, радиолокацию льда и гидрооптические измерения. Параллельно осуществлялся медицинский мониторинг персонала: ежемесячные обследования фиксировали физиологические и психологические параметры полярников для последующего анализа в Отделе полярной медицины ААНИИ. На станции тестировались образцы исследовательского оборудования, включая лазерные профилографы (1980), снегоходы «Буран» (1974), гидрологические лебёдки (1975–1976) и CTD-комплексы (1981), а также внедрялись инновационные технологии обработки данных на ЭВМ «Электроника С‑50» и «Искра‑125», «Искра‑1251».
Собранный за 8,5 лет дрейфа массив данных послужил основой для научных разработок в области метеорологии, гляциологии и океанографии, обеспечив совершенствование методов составления ледовых прогнозов для Северного морского пути и оптимизацию арктических авиационных/морских операций.

### Исследования экосистем и геологии Арктики
И. С. Мельников, сотрудник Института океанологии, впервые в мировой практике доказал, что морской лёд служит полноценной средой обитания организмов в холодный период, а не только физической границей между океаном и атмосферой. Его работы, выполненные на дрейфующей станции «Северный полюс-22» (СП-22) в 1975 и 1980 гг., стали основой монографии «Экосистема арктического морского льда» (СССР, 1989; международное издание — 1997 г.). Параллельно специалисты НПО «Севморгеология» (Ленинград) на СП-22 проводили сейсмическое зондирование дна Арктического бассейна для анализа структуры осадочных пород, углубляя понимание геологии региона.
Океанологические наблюдения на дрейфующих станциях "Северный полюс" (СП) включали комплексные исследования Арктического бассейна. Основой работ являлись систематические промеры глубин с использованием эхолотов (включая модель "НЭЛ-6") и сейсмического зондирования методом отражённых волн, обеспечившего точность измерений на уровне эхолотного метода. Особое внимание уделялось гидрологическим исследованиям: на станциях регулярно выполнялись замеры температуры, отбор проб воды батометрами для гидрохимических анализов на стандартных горизонтах, а также интенсивные измерения электрических свойств морской воды в верхнем 250-метровом слое с шагом 5 метров. Привязка данных к географическим координатам осуществлялась астрономическими методами, которые в 9-й смене СП-22 (1981-1982) были дополнены современными подходами.

### Гидрологические зонды
Значительным технологическим прорывом стало применение гидрологических зондов нового поколения. В 1970-х годах советская промышленность освоила выпуск комплексов "Зонд-батометр", способных измерять температуру, электропроводимость и давление воды на глубинах до 250 метров с разрешением 1.0-1.5 м. Эти приборы, впервые развернутые на СП-22, позволили детально изучить тонкую термохалинную структуру арктических вод. Параллельно развивались методы исследования течений - от эпизодических замеров до уникального эксперимента "Полигон-80" с сетью выносных станций для обнаружения мезомасштабных вихрей. Гидрохимический мониторинг охватывал солёность, содержание кислорода, биогенных элементов (кремний, фосфор, нитраты) и pH среды, включая пробы льда и снега.

### Эволюция навигационных методов в Арктике
До 1970-х координаты дрейфующих станций определялись астрономически, что зависело от погодных условий. С вводом радионавигационной системы «Маршрут» (РНС-020), созданной для атомных подлодок, позиционирование стало возможным с помощью сверхдлинных волн, принимаемых даже под водой. Для повышения точности Гидрографическая служба Северного флота организовала контрольные пункты на станциях СП (первый — на СП-19 в 1971 г., на СП-22 — с 1974 г.), корректировавшие помехи от магнитосферных возмущений. К концу 1970-х внедрение спутниковых систем «Цикада» и «Парус» (аналог американской «Транзит») позволило получать координаты до 6 раз в час независимо от погоды. В 1981 г. на СП-22 начали использовать приёмоиндикатор «Шлюз», синхронизировавший данные с советскими спутниками и радионавигационными системами, включая американскую «Омега». Это обеспечило высокоточное картографирование дрейфа станции и оптимизировало навигационные расчёты.

### Гидрохимические исследования
В ходе работы 2-й (1974–1975), 3-й (1975–1976), 5-й (1977–1978), 6-й (1978–1979) и 7-й (1979–1980) смен дрейфующей станции СП-22 в её гидрохимической лаборатории осуществлялись наблюдения за загрязнением поверхностных вод Арктического бассейна углеводородами. В рамках 6-й смены проводились специализированные эксперименты: изучение разложения углеводородов под воздействием ультрафиолетового излучения Солнца и анализ вертикального распределения нефтепродуктов в ледяном покрове в период формирования льда. Экспериментальные данные подтвердили, что морской лёд выполняет функцию естественного сорбента, концентрируя загрязнения в верхних слоях. При ледообразовании на нижней поверхности молодого льда нефтепродукты оставались в поверхностной части покрова. В условиях полярного дня непрерывное солнечное излучение запускало интенсивный процесс фотохимического разложения углеводородов.

### Морфологические исследования ледяного покрова
На станции СП-22 регулярно проводились морфологические наблюдения за структурой надводной поверхности льдов, включая торосы и толщину покрова различного возраста. В периоды 1974–1975 гг. (1-я и 2-я смены) и 1980–1981 гг. (7-я и 8-я смены) аквалангисты Арктического и антарктического научно-исследовательского института (ААНИИ) выполняли подводные измерения, фиксируя параметры таяния, намерзания и эволюции льдов. Для оценки пространственных изменений характеристик ледяного покрова использовалась аэрофотосъёмка с борта самолёта Ан-2, базировавшегося на станции. Эти работы позволили получить детальные данные о динамике подводных и надводных поверхностей ледяного острова, а также торосистых образований.

## Смены

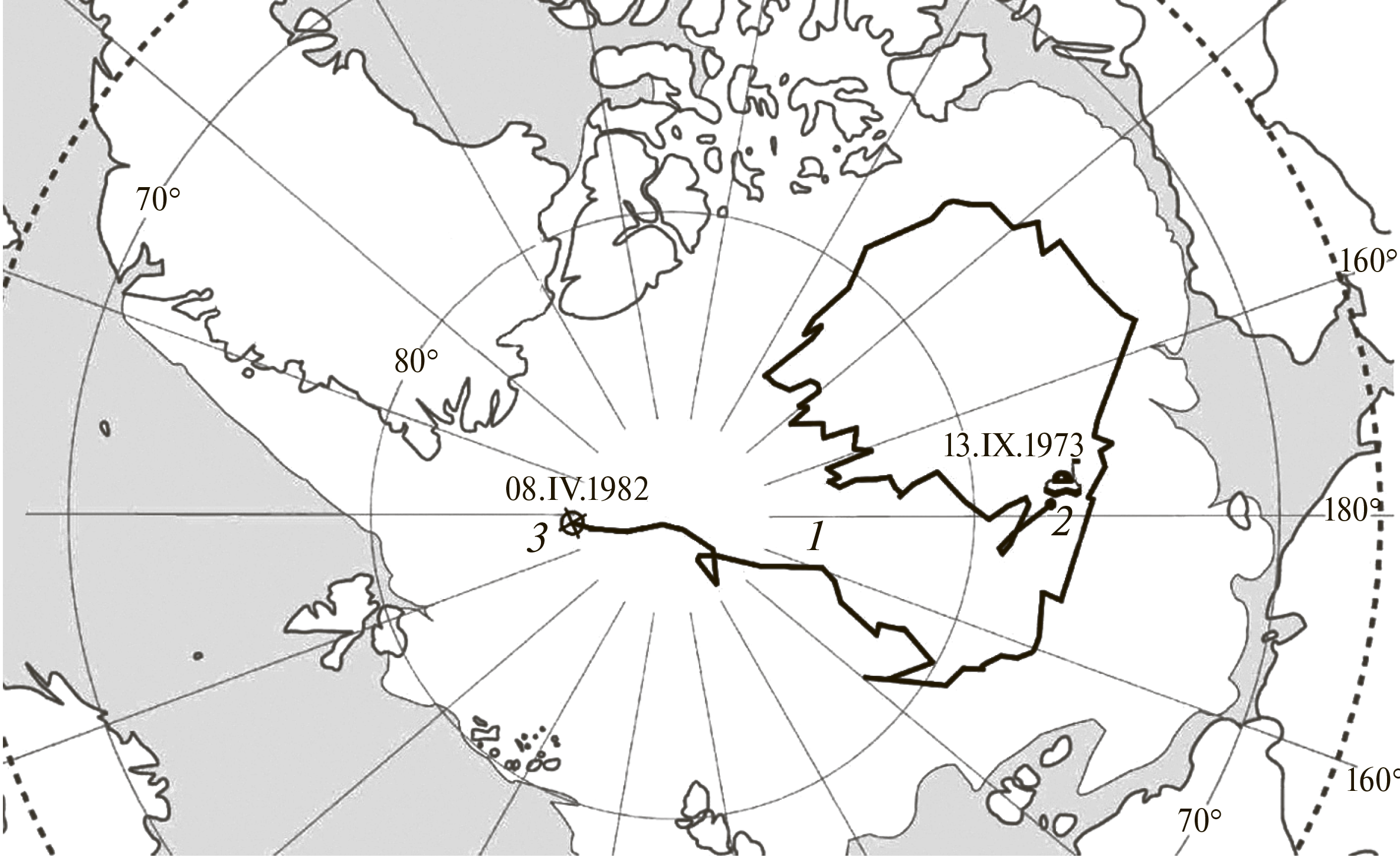
Схема дрейфа станции СП‑22 в 1973–1982 гг

Советская дрейфующая станция «Северный полюс-22» (СП-22) функционировала с 1973 по 1982 год, осуществив девять научных смен. За этот период на станции работали 249 специалистов, включая 10 начальников, 17 метеорологов, 21 аэролога, 11 океанологов, 4 гидрохимиков, 20 геофизиков-ионосферистов, 8 магнитологов, 5 радиофизиков, 3 гидробиологов, 5 геофизиков-сейсмологов, 4 операторов спутниковой съёмки, 2 специалистов по ЭВМ, 3 аквалангистов-ледоведов, 16 радистов, 9 врачей, 14 механиков и 11 поваров. Наибольшее количество смен (пять) отработали аэролог Б.М. Борзенко и повар И.С. Добряков. Многократное участие в экспедициях отметилось у механика А.С. Кунделева, метеоролога Г.И. Евдокушина, геофизиков Л.А. Большова, Е.Н. Когтева и аэролога К.Н. Гоби (по четыре смены). Значительный вклад участников был отмечен государственными наградами: начальник арктических экспедиций ААНИИ Ю.Б. Константинов получил орден Ленина, руководители смен Н.Д. Виноградов и В.С. Рачков — ордена Трудового Красного Знамени и «Знак Почёта» соответственно. Коллектив станции осуществил масштабные исследования природных процессов в центральном Арктическом бассейне, оставив заметный след в истории отечественной полярной науки.
Список и состав смен
- Первая смена СП-22 (с 13 сентября 1973 по 31 августа 1974). Состав 27 человек. Начальник В. Г. Мороз.
- Первая смена СП-22Д (с 22 мая 1974 по 23 июня 1975). Состав 16 человек. Начальник Ю. П. Тихонов
- Вторая смена (31 августа 1974 по 19 ноября 1975). Состав 26 человек. Начальник П. Т. Морозов.
- Вторая смена СП-22Д (с 18 апреля 1976 по 11 июля 1976). Состав 16 человек. Начальник Ю. П. Тихонов.
- Третья смена СП-22 (с 9 ноября 1975 по 15 апреля 1976). Состав 23 человека. Начальник Н. В. Макурин.
- Четвёртая смена СП-22 (с 15 апреля 1976 по 20 апреля 1977). Состав 19 человек. Начальник Н. Д. Виноградов.
- Пятая смена СП-22 (с 20 апреля 1977 по 22 апреля 1978). Состав 23 человека. Начальник И. М. Симонов
- Шестая смена СП-22 (с 22 апреля 1978 по 26 апреля 1979). Состав 29 человек. Начальник Л. В. Булатов.
- Седьмая смена СП-22 (с 26 апреля 1979 по 26 апреля 1980). Состав 28 человек. Начальник В. С. Рачков.
- Восьмая смена СП-22 (с 26 апреля 1980 по 12 мая 1981). Состав 26 человек. Начальник Г. И. Кизино.
- Девятая смена СП-22 (с 12 мая 1981 по 8 апреля 1982). Состав 33 человека. Начальник В. В. Лукин.

## Ледовый аэродром
СП-22 (Северный полюс-22) — был ключевым ледовый аэродром в высокоширотной Арктике, функционировавший в 1973–1982 годах. На его базе обеспечивалось материально-техническое снабжение дрейфующей станции и проводились исследовательские миссии в рамках программ ВВЭ «Север» Арктического и антарктического научно-исследовательского института (1974–1980) и Гидрографической экспедиции Северного флота (1974–1981). Для этих целей авиация Якутского и Красноярского управлений гражданской авиации (УГА) использовала самолёты Ли-2, Ан-2 и вертолёты Ми-8. За период эксплуатации с береговых и островных аэродромов СССР на СП-22 было выполнено 1 511 рейсов, доставивших 2 961 тонну грузов (Константинов, Грачев, 2000).
20 апреля 1977 года аэродром вошёл в историю полярной авиации: на его ледовую взлётно-посадочную полосу впервые совершил посадку тяжёлый пассажирский самолёт Ил-18 Красноярского УГА. На его борту прибыла пятая смена полярников во главе с И.М. Симоновым, а завершившая работу четвёртая смена (под руководством Н.Д. Виноградова) была эвакуирована в Ленинград. До мая 1981 года Ил-18 оставался основным воздушным судном для регулярной ротации сотрудников станции.
| Смена  | Годы    | Грузы (тонн) | Кол-во авиарейсов | Типы воздушных судов                 |
| ------ | ------- | ------------ | ----------------- | ------------------------------------ |
| 1      | 1973/74 | 1056         | 550               | Ан-2, Ил-14, Ли-2, Ан-2              |
| 2      | 1974/75 | 900          | 610               | Ан-12, Ил-14, Ли-2, Ан-2, Ми-4, Ми-8 |
| 3      | 1975/76 | 20           | 6                 | Ан-12, Ил-14                         |
| 4      | 1976/77 | 45           | 25                | Ан-12, Ил-14                         |
| 5      | 1977/78 | 900          | 20                | Ан-12, Ил-18, Ил-14                  |
| 6      | 1978/79 | 341          | 70                | Ил-18, Ан-12, Ил-14                  |
| 7      | 1979/80 | 290          | 132               | Ан-12, Ил-18, Ил-14, Ан-2            |
| 8      | 1980/81 | 204          | 80                | Ан-12, Ил-18, Ил-14, Ан-2            |
| 9      | 1981/82 | 15           | 18                | Ан-12, Ил-14                         |
| Итого: |         | 2961         | 1511              |                                      |